# 重富駅
重富駅（しげとみえき）は、鹿児島県姶良市脇元にある、九州旅客鉄道（JR九州）日豊本線の駅である。
特急「きりしま」の一部列車が停車する。事務管コードは▲940523。

## 歴史
1901年（明治34年）、鹿児島県初の鉄道路線として、鹿児島線（当時）の国分駅（現在の隼人駅） - 鹿児島駅間が開業した当時から存在する歴史ある駅である。開業当時、姶良駅・帖佐駅・錦江駅はまだなく、当駅の東隣は加治木駅であった。このため帖佐駅が開設されるまでは、駅の所在する重富村だけではなく、帖佐村、山田村（重富村を含めて合併して現在の姶良市の旧姶良町地域）、東佐多浦村・西佐多浦村（吉田町を経て現在の鹿児島市）、蒲生村（現在の姶良市の旧蒲生町）から広く利用される駅であった。
2015年（平成27年）3月13日までJR九州鉄道営業が駅業務を行う業務委託駅であったが、JR九州の鉄道事業の赤字圧縮を目的として2015年春に同社管内で大規模な無人化が行われ、当駅も2015年（平成27年）3月14日より終日無人駅となった。
しかし、地元の姶良市の判断で、JR経験者の所属するNPO法人に業務を委託して、5月1日から昼間のみ窓口での乗車券販売を再開した。2015年3月のダイヤ改正で、姶良市内では他に錦江駅も無人化されたが、重富駅は歴史が古く駅舎が立派であることなどを理由に、当駅のみ人員が配置されることになり、将来的には駅舎の一部で地元の物産の紹介などにも活用したいとしている。

### 年表
- 1901年（明治34年）6月10日：鉄道作業局が開設[6]。
- 1971年（昭和46年）3月25日：貨物取り扱い廃止[4]。
- 1985年（昭和60年）3月14日：荷物扱い廃止[7]。
- 1987年（昭和62年）4月1日：国鉄分割民営化により九州旅客鉄道が継承[7]。
- 1993年（平成5年）
  - 8月6日：平成5年8月豪雨により当駅を含む西都城駅 - 鹿児島駅間が運転見合わせとなる[8]。
  - 9月19日：国分駅 - 鹿児島駅間で運転を再開する[8]。
- 2012年（平成24年）12月1日：ICカードSUGOCAの利用を開始[9]。
- 2015年（平成27年）
  - 3月14日：無人化[1][5]。
  - 5月1日：姶良市によりNPO法人に業務委託して昼間のみ人員配置を再開[2]。

## 駅構造
駅舎は1950年（昭和25年）に改築された和風の落ち着いた佇いを感じさせる駅舎となっている。かつて駅前に開業時に植えられたという大きなフェニックスの木が植樹されていたが、現在は伐採され、跡地は花壇となっている。
姶良市の受託による簡易委託駅である。
単式ホーム2面2線を有する地上駅。互いのホームは跨線橋で連絡している。
IC乗車カード「SUGOCA」の利用が可能で（相互利用可能ICカードはSUGOCAの項を参照）、簡易SUGOCA改札機が設置されている。SUGOCAの販売は行なっていない。
簡易自動券売機（ICカード非対応）、ICカードチャージ機が設置されている。

### のりば
| のりば | 路線      | 方向 | 行先                         |
| ------ | --------- | ---- | ---------------------------- |
| 1      | ■日豊本線 | 下り | 鹿児島・鹿児島中央方面       |
| 2      | ■日豊本線 | 上り | 隼人・都城・南宮崎・宮崎方面 |

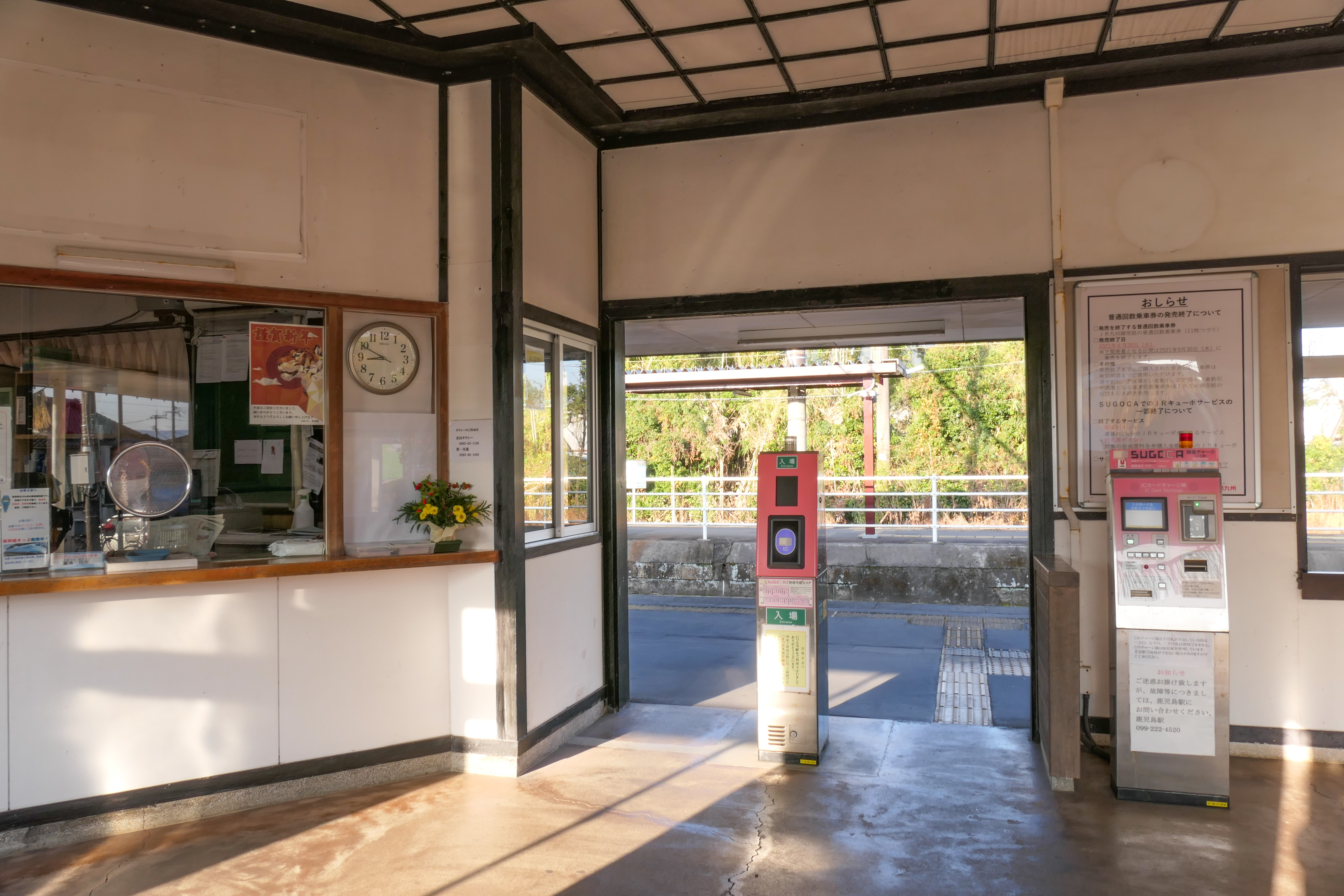
改札口
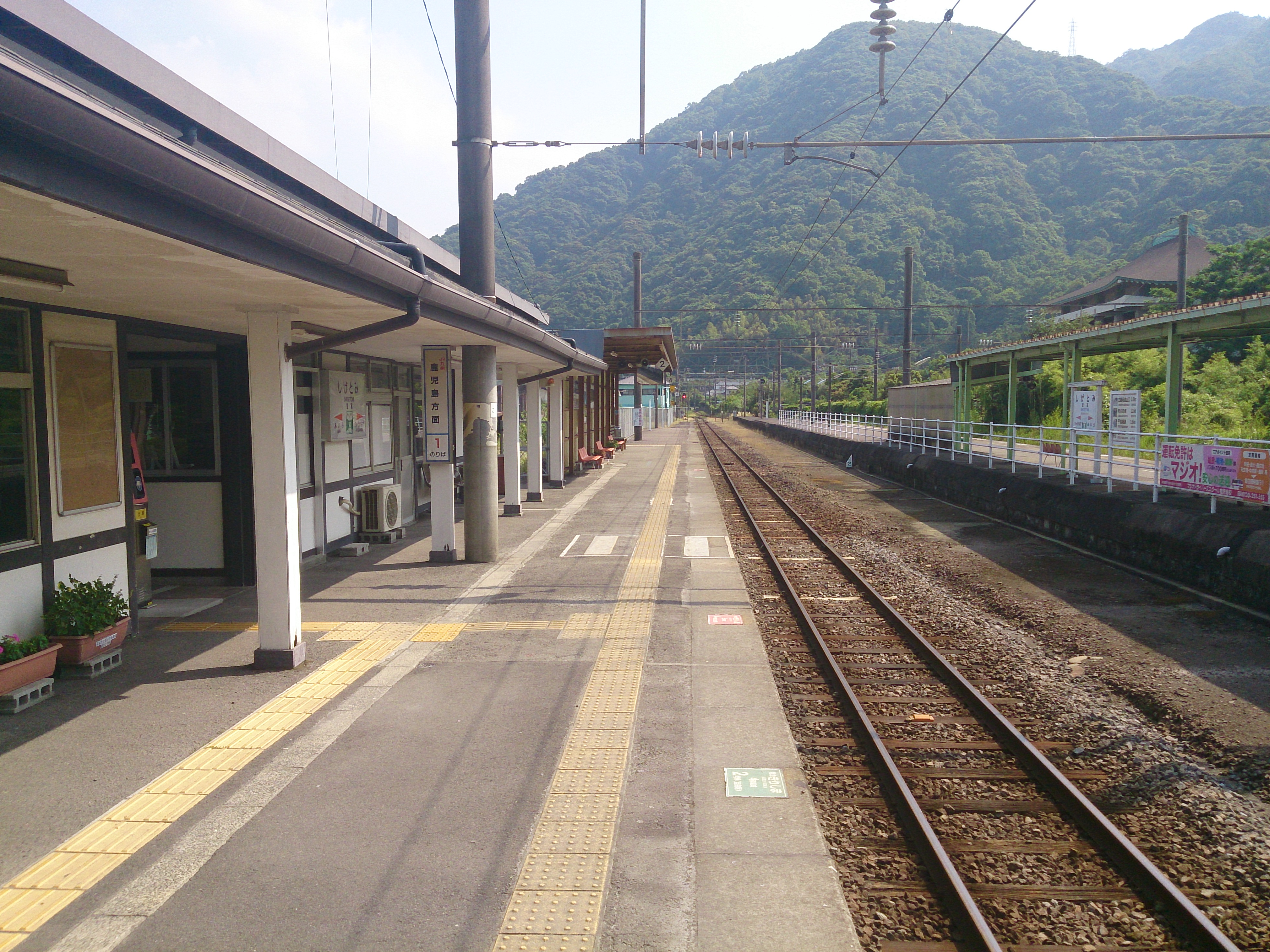
ホーム（1番のりば）
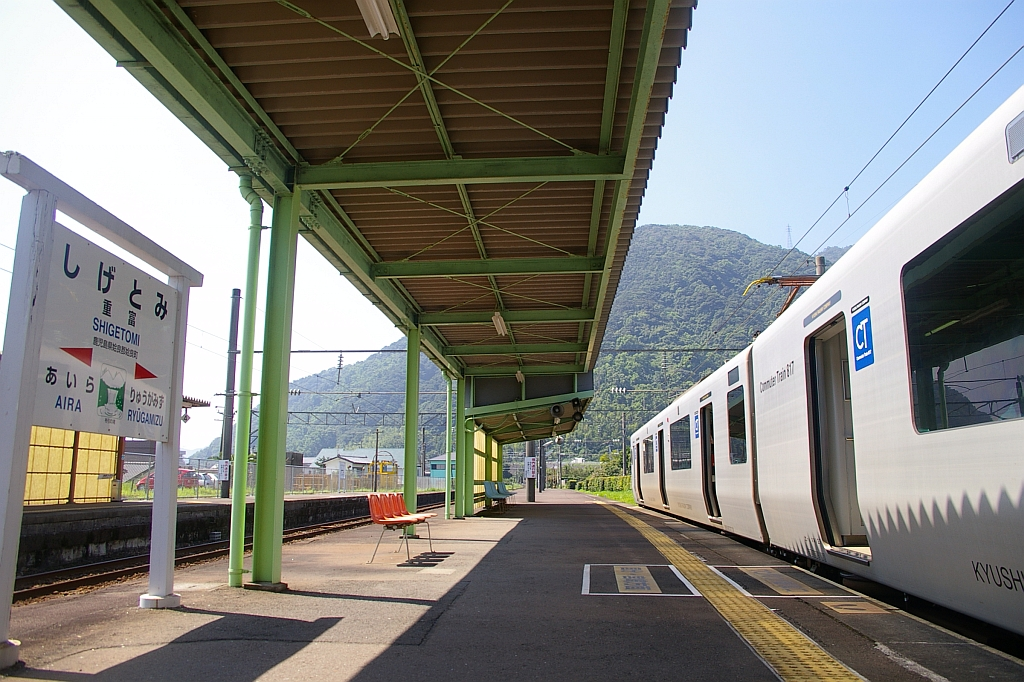
ホーム（2番のりば）

## 利用状況
- 2023年度の1日平均乗車人員は489人である[11]。

| 年度 | 1日平均 乗車人員 | 1日平均 乗降人員 |
| ---- | ---------------- | ---------------- |
| 2004 |                  | 1,309            |
| 2005 |                  | 1,266            |
| 2006 |                  | 1,220            |
| 2007 | 589              | 1,170            |
| 2008 | 598              | 1,185            |
| 2009 | 610              | 1,210            |
| 2010 | 581              | 1,159            |
| 2011 | 576              | 1,147            |
| 2012 | 553              | 1,096            |
| 2013 | 545              | 1,085            |
| 2014 | 523              | 1,039            |
| 2015 | 545              | 1,084            |
| 2016 | 523              | 1,048            |
| 2017 | 522              | 1,044            |
| 2018 | 509              |                  |
| 2019 | 493              |                  |
| 2020 | 404              |                  |
| 2021 | 431              |                  |
| 2022 | 445              |                  |
| 2023 | 489              |                  |

## 駅周辺
姶良市内の中心部からは離れているが、鹿児島まで20 km未満と非常に近いので鹿児島のベッドタウンとしての需要がある。
- 重富郵便局
- 重富温泉
- 白銀坂
- 県立姶良病院
- イケダパン本社工場
- 石蔵ミュージアム（白金酒造）[12]
- 鹿児島県警察学校
- 国道10号
- 鹿児島県道57号麓重富停車場線

### バス路線
当駅の最寄りとなる停留所は「重富駅前」であり、停留所は鹿児島県道57号線沿い（重富駅前交差点付近）に設けられている。
| 重富駅前   | 重富駅前 | 重富駅前 |
| 運行事業者 | 系統または路線名・行先 | 備考 |
| ---------- | --- | --- |
| 鹿児島交通 | 66：姶良ニュータウン 66-1：鹿児島中央駅 67-1：鹿児島中央駅 / 自動車試験場 68-1：鹿児島中央駅 / 日当山・重久 69-1：鹿児島中央駅 / 国分・重久 | 姶良ニュータウン：姶良ニュータウン車庫前行き 自動車試験場：試験場前車庫行き 日当山・重久：日当山経由 重久車庫行き 国分・重久：国分経由 重久車庫行き |
| 南国交通   | N10：蒲生・楠田 N27：鹿児島中央駅 姶良大循環線：帖佐駅 / 楠田車庫 姶良小循環線：帖佐駅                                                      | 姶良大循環線：帖佐駅行きは1日1便のみ |

## 隣の駅
九州旅客鉄道（JR九州）
■日豊本線
- 特急「きりしま」一部停車駅

姶良駅 - 重富駅 - *心岳寺仮乗降場 - 竜ケ水駅（※） - 仙巌園駅（※） - 鹿児島駅
（※）一部の列車は竜ケ水駅、仙巌園駅（下りのみ）を通過する。
*:打消線は廃駅